# Universiteit van Graz
De Universiteit van Graz (Duits: Karl-Franzens-Universität Graz) is een openbare universiteit in de Oostenrijkse stad Graz. Het is de op een na grootste en op een na oudste universiteit van het land. De universiteit telt circa 22.000 studenten.
De universiteit werd in 1585 opgericht door aartshertog Karel II van Oostenrijk en werd van meet af aan geleid door de jezuïeten. Na de ontbinding van de jezuïetenorde in 1773 kwam de universiteit in staatshanden, maar in 1782 werd zij door keizer Jozef II gedegradeerd tot een lyceum waar medisch personeel werd onderwezen.
In 1827 kreeg de instelling onder keizer Frans I van Oostenrijk weer de status van universiteit. Sindsdien heet ze Karl-Franzens-Universität, naar deze keizer en naar de oprichter.
Ludwig Boltzmann was gedurende twee periodes hoogleraar aan de universiteit (1869-1873 en 1876-1890). Nobelprijswinnaar Otto Loewi doceerde er van 1909 tot 1938. Nobelprijswinnaar Victor Franz Hess (1936) studeerde er en doceerde er van 1920 tot 1931 en in het collegejaar 1937-1938.

## Organisatie
De universiteit telt zes faculteiten:
- rooms-katholieke theologie
- rechten
- sociale en economische wetenschappen
- geesteswetenschappen
- natuurwetenschappen
- milieuwetenschappen, regionale wetenschappen en pedagogische wetenschappen

## Bibliotheek
De universiteitsbibliotheek van Graz is iets ouder dan de universiteit zelf. Tot de speciale collecties behoren onder meer de vijf oudste Georgische handschriften, die uit de 7de tot de 11de eeuw dateren, brieven van Johannes Kepler aan Paul Guldin en papyri uit Oxyrhynchus en Hibeh.

## Nobelprijswinnaars
- Walther Nernst
- Fritz Pregl
- Julius Wagner von Jauregg
- Erwin Schrödinger
- Otto Loewi
- Victor Franz Hess
- Gerty Cori
- Ivo Andric
- Karl von Frisch

## Andere bekende professoren
- Ludwig Gumplowicz, doceerde er staats- en bestuursrecht van 1897 tot 1909
- Ludwig Karl Schmarda, oprichter van zoölogische museum van de universiteit (circa 1851)
- Ludwig Boltzmann, hoogleraar wiskundige natuurkunde van 1869 tot 1873, en natuurkunde van 1876 tot 1890
- Leopold Pfaundler, hoogleraar natuurkunde van 1867 tot 1910
- Alexius Meinong, filosoof en grondlegger van de Grazer Schule in de fenomenologie
- Ernst Mally, filosoof en grondlegger van de deontische logica
- Joseph Schumpeter, econoom, later hoogleraar aan de Harvard University